# Czigler Ignác
Czigler Ignác (Buda, 1793. július 1. – Buda, 1857. augusztus 2.) katolikus pap.

## Élete
Lekéri apát, magyar-horvát- és szlovák császári és királyi tábori pap és főhelyettes volt.
1849. október 4-én, ő az aki püspök és ordinárius híján, mint az egyházi hatalom gyakorlására jogosult személy, Streith Miklós plébános egyházi felfüggesztését kimondja, aki így kivégzésénél nem viselhette reverendáját.

## Művei
- Trostworte bei Gelegenheit eines öffentlich abgehaltenen Gottesdienstes im J. 1838 an die durch die verheerende Ueberschwemmung Verunglückten. Hely és év n.
- Allocuzione venuta sul campo di Marte a Buda li 1. ďoctobre 1853. Nelľ occasione della benedizione solenne delle nuove bandiere concesse alľi r. reggimento ďinfanteria nr. 26. gran duca Michele. Buda, 1853.